# ديدريك كابيلين
ديدريك كابيلين هو قاضي ومحامي وسياسي نرويجي، ولد في 8 أكتوبر 1900 في كفيتسايد في النرويج، وتوفي في 27 أغسطس 1970. نشط حزبياً في حزب المحافظين.

## مناصب
- انتخب عضو برلمان النرويج  [لغات أخرى]‏ عن دائرة Telemark (Storting constituency) [الإنجليزية]‏ وقد انضم خلال فترته النيابية ‏ (11 يونيو 1962 – 1965) للكتلة البرلمانية حزب المحافظين.
- انتخب نائب عضو برلمان النرويج  [لغات أخرى]‏ عن دائرة Telemark (Storting constituency) [الإنجليزية]‏ وقد انضم خلال فترته النيابية ‏ (1961 – 1965) للكتلة البرلمانية حزب المحافظين.
- انتخب نائب عضو برلمان النرويج  [لغات أخرى]‏ عن دائرة Telemark (Storting constituency) [الإنجليزية]‏ وقد انضم خلال فترته النيابية ‏ (1958 – 1961) للكتلة البرلمانية حزب المحافظين.
- انتخب نائب عضو برلمان النرويج  [لغات أخرى]‏ عن دائرة Market towns of Telemark and Aust-Agder counties [الإنجليزية]‏ وقد انضم خلال فترته النيابية ‏ (1945 – 1949) للكتلة البرلمانية حزب المحافظين.